# Apocrisiaire
Un apocrisiaire (en grec ancien Ἀποκρισιάριος / Apokrisiários) désignait dans l’Empire byzantin un envoyé ecclésiastique de haut rang auprès des différents patriarcats et sièges métropolitains. Il en vint à désigner plus spécifiquement un envoyé papal à la cour impériale de Constantinople.

## À l’origine
Le terme « apocrisiarius » vient du nom grec « apokrisis » qui signifie « réponse » ; l’équivalent latin était « responsalis » venant du nom « responsum » .  La fonction existait déjà au Ve siècle alors que des autorités ecclésiastiques locales ou régionales comme les évêques et les higoumènes envoyaient des délégués auprès du ressort supérieur dont elles dépendaient, métropole ou patriarcat. À leur tour, les patriarcats, archevêchés et sièges métropolitains les plus importants envoyaient des apocrisiaires à la cour impériale de Constantinople. La fonction  fut officialisée sous Justinien Ier (r. 527 – 565) pour faire cesser les longs et couteux déplacements des autorités ecclésiastiques qui préféraient résider à Constantinople plutôt que dans leur diocèse.

## Apocrisiaires papaux
Dans cette tradition le pape, en tant que patriarche d’Occident, envoyait régulièrement des représentants, officiellement auprès du patriarche de Constantinople, en fait à la cour impériale, pour représenter les intérêts de l’Église de Rome, spécialement au cours des grandes disputes christologiques qui agitèrent l’Église.
Le premier apocrisiaire connu avec certitude semble avoir été Julianus, évêque de Cos, envoyé par le pape Léon Ier (pape 440-461) auprès de l’empereur Marcien (r. 450-457) au moment de la crise du monophysisme,.
Entre le VIe siècle et le VIIIe siècle, alors que les territoires byzantins d’Italie formaient l’exarchat de Ravenne, le pape envoyait des apocrisiaires auprès de l’évêque de Ravenne lequel avait également ses représentants à Rome.
Au cours des VIe siècle et VIIe siècle, pendant la période appelée « Papauté byzantine » pas moins de six anciens apocrisiaires devaient devenir papes :
- Vigile,  né dans une famille aristocratique de Rome, celui-ci est déjà cardinal-diacre en 530 lorsque le pape Boniface II (pape 530-532), craignant d’être tué dans la guerre contre les Lombards, le désigne comme son successeur, mais doit rescinder sa nomination devant les protestations que soulève cette façon de procéder. Le troisième successeur de Boniface, le pape Sylvère, envoya Vigile à Constantinople comme apocrisiaire; il y fut impliqué dans le conflit monophysite au cours duquel l’empereur Justinien soutenait la doctrine officielle, son épouse Théodora les dissidents monophysites dont le patriarche de Constantinople, Anthime, déposé par le pape Agapet pour hérésie[5]. Il revint à Rome lorsque Bélisaire eut reconquis la ville sur les Lombards. Refusant de se soumettre aux ordres de l’impératrice pour réhabiliter Anthime, le pape Silvère dut démissionner et Vigile fut élu pape le 29 mars 537[6].
- Pélage, né à Rome en 500, il était le fils du préfet du prétoire. Fait cardinal-diacre par le pape Vigile, il accompagna entre 535 et 536, le pape Agapet Ier (pape 535-536) à Constantinople où il demeura comme apocrisiaire. Il acquit une grande influence sur l’empereur Justinien avant de retourner à Rome en 543. Deux ans plus tard, alors que le pape Vigile dut se rendre à Constantinople, convoqué par l’empereur Justinien, Pélage demeura à Rome comme représentant du pape alors que Totila, roi des Goths, assiégeait la ville. Lorsque ce dernier conquit la ville en décembre 546, Pélage fut envoyé par lui à Constantinople négocier sans succès un accord de paix avec l’empereur[7].  Après la mort de Vigile en juin 555, Pélage qui était le candidat de l’empereur même s’il s’était précédemment opposé à lui sur la question des « Trois Chapitres » fut élu pour lui succéder, nomination qui fut mal accueillie par le clergé latin et les notables de Rome qui finirent par le reconnaitre après qu’il jura sur les Évangiles qu’il n’avait rien à voir avec la mort de son prédécesseur et qu’il adhérait à l’ensemble des décisions prises par les conciles œcuméniques[8] ,[9].
- Grégoire Ier naquit à Rome vers 540 au moment de la reconquête de l’Italie par Justinien. Sa famille fait partie de l’aristocratie et son père, le sénateur Gordien, est l’administrateur d’un des sept arrondissements de Rome. Ce dernier était un grand admirateur de la vie monastique et, à son décès, Grégoire utilisa une partie de la fortune  léguée pour transformer le palais familial en monastère. Lui-même était fort attiré par la vie monastique mais se devait à sa charge de Préfet de Rome à laquelle il avait été nommé vers 573. Il démissionna deux ans plus tard pour entrer comme simple moine à l’abbaye Saint-André. Ayant remarqué ses talents, le pape Pélage II (pape 597-590) le nomma cardinal-diacre avant de l’envoyer comme apocrisiaire à Constantinople en 580. Bien qu’il s’y consacra surtout à la rédaction de sa plus importante œuvre exégétique, l' « Expositio in Job », ne se souciant ni d’apprendre le grec, ni de s’initier à la théologie orientale[10], il semble avoir réussi auprès de l’empereur Tibère II (r. 578 – 582) et se fit remarquer lors d’une controverse publique avec Eutychès, le patriarche de Constantinople, à propos de la résurrection des corps, Grégoire défendant la doctrine nicéenne sur le sujet. À la demande du pape, Grégoire attira aussi l'attention du successeur de Tibère II, l’empereur Maurice (r. 582-602) sur l'invasion lombarde en Italie. Retourné à Rome en 584, il reprit l’habit monastique tout en devenant le secrétaire du pape Pélage. À la mort de celui-ci en 590, il fut, à son corps défendant, acclamé pape par le peuple et confirmé par le clergé et l’empereur[11].
- Sabinien, né à Blera près de Viterbo vers 530, il fut envoyé par Grégoire Ier qui avait une haute opinion de lui comme apocrisiaire à la cour de Constantinople. Le pape fut cependant déçu de son manque de conviction dans les discussions avec l’empereur Maurice au-sujet du titre de « patriarche œcuménique » que revendiquait le patriarche Jean IV de Constantinople. Il lui retira ce poste pour l’envoyer en Gaule la même année. Sabinien devait rentrer à Rome en 597 et devint pape en 604[12],[13].
- Boniface III, né à Rome à une date inconnue, il impressionna le pape Grégoire Ier qui l’envoya à la cour de Constantinople en 603. Il réussit à entrer dans les bonnes grâces de l’empereur Phocas (r. 602-610) avec qui il dut intercéder sur instruction du pape en faveur de l’évêque Alcison de Cassipé  (ile de Corcyre). Ce dernier avait été évincé de son poste par l’évêque Jean d’Euria (Épire) qui avait fui son diocèse avec son clergé devant l’avance des Slaves et des Avars. Réfugié sur l’ile de Corcyre, Jean parvint à remplacer l’évêque légitime avec la complicité bienveillante de l’empereur. Alcison en appela alors au pape qui chargea Boniface de régler le problème. Ce dernier réussit avec beaucoup de diplomatie à réconcilier les parties impliquées tout en conservant la confiance de l’empereur. Élu pape en 607, il mourut après un court pontificat de dix mois[14],[15].
- Martin Ier, fils d’un patricien, il nait entre 590 et 600 à Todie (Ombrie). On sait qu’il servit comme apocrisiaire dans les premières années du pontificat de Théodore Ier (pape 642-649)[16]. Quand le pape Théodore excommunia le patriarche Paul de Constantinople pour cause de monothélisme, les envoyés pontificaux à Constantinople furent emprisonnés, mais Martin parvint à s’échapper. Élu pape en juillet 649 il est consacré le mois suivant sans avoir sollicité la confirmation de son élection par l'empereur, ou son représentant en Italie, l'exarque de Ravenne, et n'est donc pas reconnu pape par les autorités byzantines. De plus, il convoqua presque immédiatement un concile qui condamna le monothélisme, doctrine officielle de l'Empire depuis le Typos (648), édit par lequel l'empereur Constant II (r. 641-668) interdit toute discussion à ce sujet. Outré, l’empereur tenta de le faire arrêter sans succès en 650, puis une deuxième fois en  juin 653.  Accusé de haute trahison, Martin sera amené de force à Constantinople, jeté en prison, puis exilé dans la Chersonèse où il mourut de mauvais traitements en 655. Ce fut le dernier des « papes martyrs » et il est vénéré comme saint tant par les Églises grecque que latine[17].

La plupart de ces apocrisiaires étaient au moment de leur nomination « cardinaux-diacres ». Ils étaient ainsi réputés avoir reçu une excellente éducation et posséder des talents de négociateurs. Ils possédaient une influence considérable sur la conduite des négociations diplomatiques tant officielles qu’officieuses entre le pape et l’empereur byzantin et une nomination à Constantinople pouvait être considérée comme une étape vers la papauté . Au cours de leur séjour à Constantinople, ils résidaient généralement au palais Placidia qui servait également  de résidence au pape lorsque celui-ci faisait un séjour à Constantinople. Ce palais était devenu résidence officielle de l’apocrisiaire après l’avènement de Justin Ier qui mit fin au schisme acacien et rétablit les relations avec Rome pendant le pontificat du pape Hormisdas (519).

## Disparition de la fonction
Les papes continuèrent à avoir des apocrisiaires permanents à Constantinople jusqu’à l’édit de 726 instaurant l’iconoclasme dans l’Empire byzantin. On sait toutefois que les papes Grégoire II (715-731), Grégoire III (731-741), Zacharie (741-752) et Étienne II (752-757) continuèrent à envoyer des apocrisiaires non permanents à Constantinople.
La fonction cessa d’avoir un rôle religieux au VIIIe siècle et continua à exister jusqu’au Xe siècle. Vers 900, le titre fit place à celui de « syncelle », lequel contrairement à l’apocrisiaire qui était officiellement accrédité auprès du patriarche de Constantinople, sera directement accrédité auprès de l’empereur.
Selon la Catholic Encyclopedia, on trouva aussi des « apocrisiaires » à la cour des roi Francs dès le règne de Charlemagne; ceux-ci n’étaient cependant que des archi-chapelains royaux que l’on honorait en leur donnant un titre prestigieux.